# Wechselverkehr
Das Wort Wechselverkehr bezeichnet drei Sachverhalte:
- Eine Verkehrsart – insbesondere im Transitverkehr – bei der die Fahrt zur Verladung bzw. zum Ein- oder Aussteigen auf der Transitstrecke unterbrochen wird.

- Ein abwechselnd in beiden Richtungen geführter Verkehr an Engstellen im Straßen- oder Schienenverkehr, z. B. auf Nebenbahnen oder bei Baustellen. Die Regelung kann
  - bei kurzen Strecken auf Sicht erfolgen (Verkehrsschild „Gegenverkehr hat Vorrang“),
  - durch ein Stellwerk oder mittels Wartepflicht im Bahnhof,
  - über Funk ohne oder mit überwachender Person,
  - durch die Einrichtung einer Engstellensignalisierung erfolgen.

- Eine Form des Tarifs im Personenverkehr, bei der Gesellschaften mit unterschiedlichen Tarifbestimmungen beteiligt sind, beispielsweise für eine Fahrt von Hamburg nach Amrum mit Beteiligung von Deutscher Bahn, neg und Wyker Dampfschiffs-Reederei

Daneben tritt es noch mit Bezug auf Wechsel im finanziellen Sinn auf.